# Рафлезія
Рафлезія (лат. Rafflesia) — рід паразитичних рослин родини рафлезієві. Ареал роду — півострів Малакка, острови Суматра, Ява, Калімантан, а також Філіппіни.

## Загальний опис

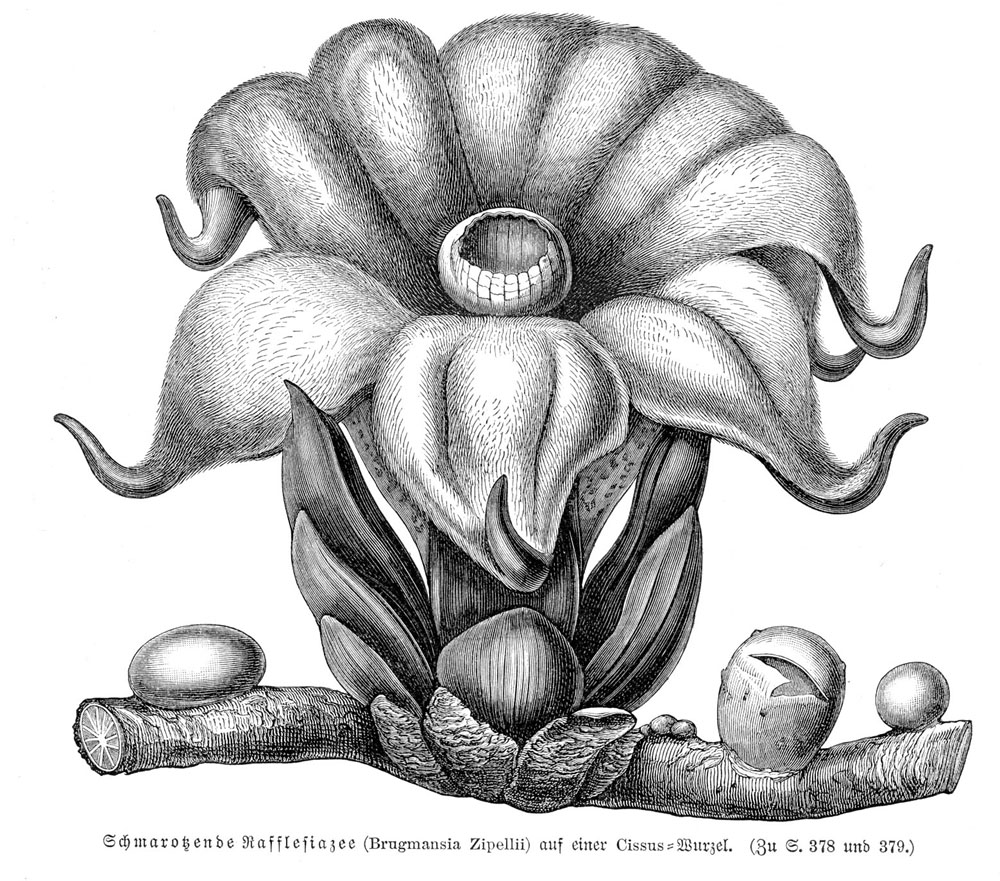
Рафлезія: з книги Pflanzenleben «Життя рослин» Антона Кернера і Адольфа Хансена (видання 1913 року)

Усі представники роду (приблизно 30 видів) — рослини-паразити. У рослини немає коріння, стебел або хлорофілу. Таломи рафлезії проростають у ліанах роду Tetrastigma. Рафлезії вирізняються своїми гігантськими квітами, деякі сягають діаметра понад 1 м і маси понад 10 кг. До цього роду належить найбільша квітка на планеті — Rafflesia arnoldii.
Завдяки винятковому запаху гниючого м'яса приваблює комах, переважно мух, які її запилюють і допомагають поширитися.

## Історія відкриття
Рафлезія була відкрита в дощових лісах південно-західної частини острова Суматра місцевим провідником, який працював з доктором Джозефом Арнольдом (англ. Joseph Arnold, 1782—1818) в експедиції в 1818 році та названа на честь сера Томаса Стемфорда Рафлза (1781—1826), який очолював експедицію. Пізніше він заснував Сінгапур.

## Класифікація
Згідно з дослідженнями Маєр (Meijer) 1997 р., Найс (Nais) 2001 р. та IPNI 2009 р. у світі нараховується 30 видів Рафлезій.
- Рафлезія Арнольда (Rafflesia arnoldii), найбільша квітка на планеті[1].
- Rafflesia azlanii
- Rafflesia baletei
- Rafflesia banahao
- Rafflesia banahowensis
- Rafflesia bengkuluensis
- Rafflesia borneensis
- Rafflesia cantleyi
- Rafflesia ciliata
- Rafflesia gadutensis
- Rafflesia hasseltii
- Rafflesia keithii
- Rafflesia kerrii
- Rafflesia manillana
- Rafflesia lawangensis
- Rafflesia leonardi
- Rafflesia lobata
- Rafflesia microphylora
- Rafflesia mira
- Rafflesia panchoana
- Rafflesia patma
- Rafflesia pricei
- Rafflesia rochussenii
- Rafflesia scandenbergiana
- Rafflesia speciosa
- Rafflesia tengku-adlini
- Rafflesia tiomanensis
- Rafflesia tuan-mudae
- Rafflesia witkampii
- Rafflesia zollingeriana

## Галерея

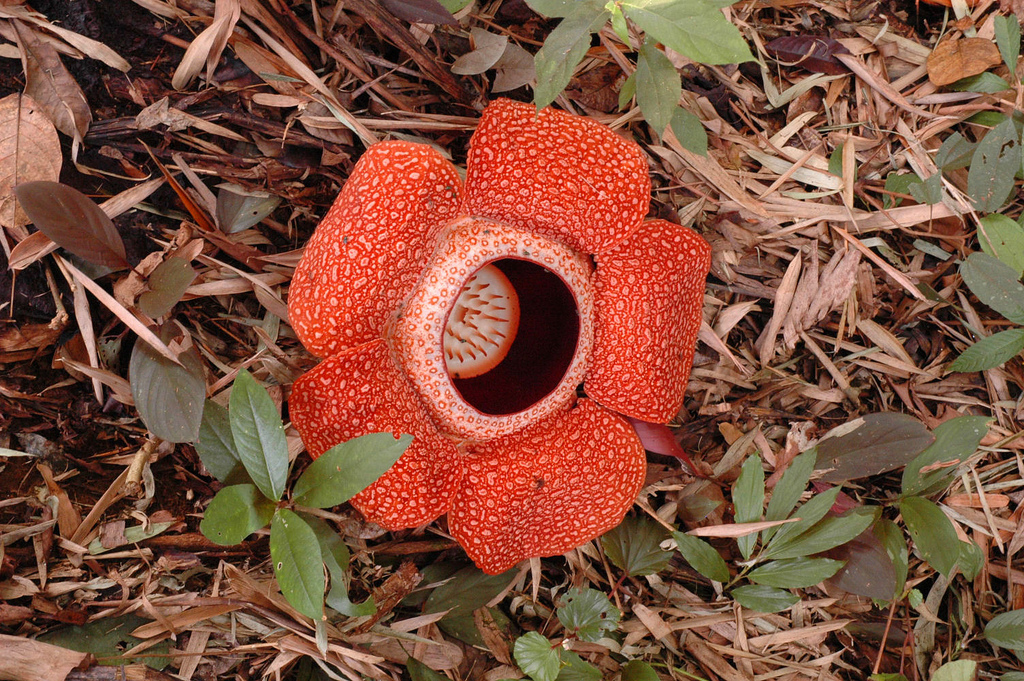
Квітка діаметром близько 60 см. Rafflesia keithii. Калімантан, Індонезія
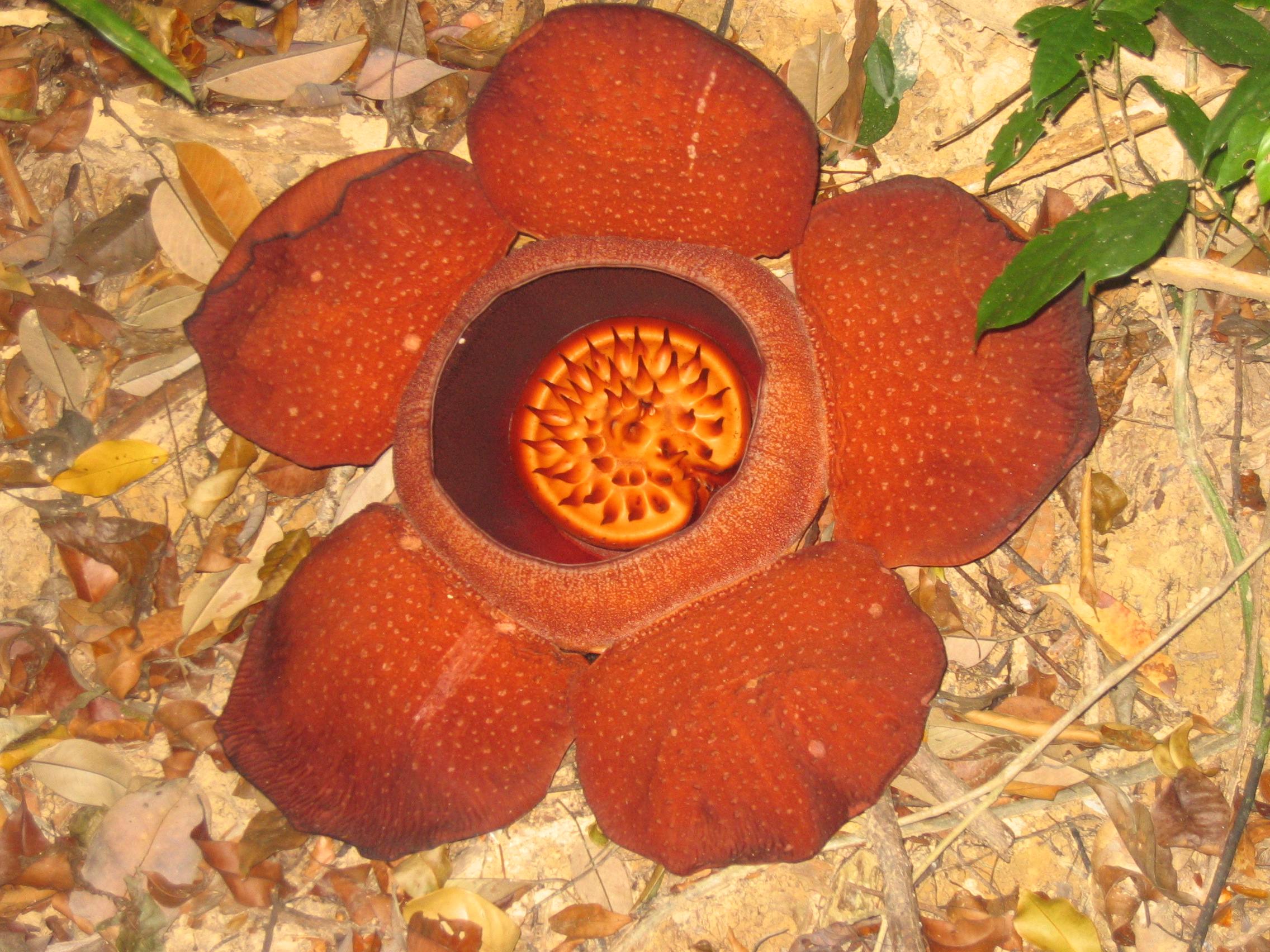
Квітка діаметром близько 60 см. Рафлезія Керрі (Rafflesia kerrii). Південний Таїланд
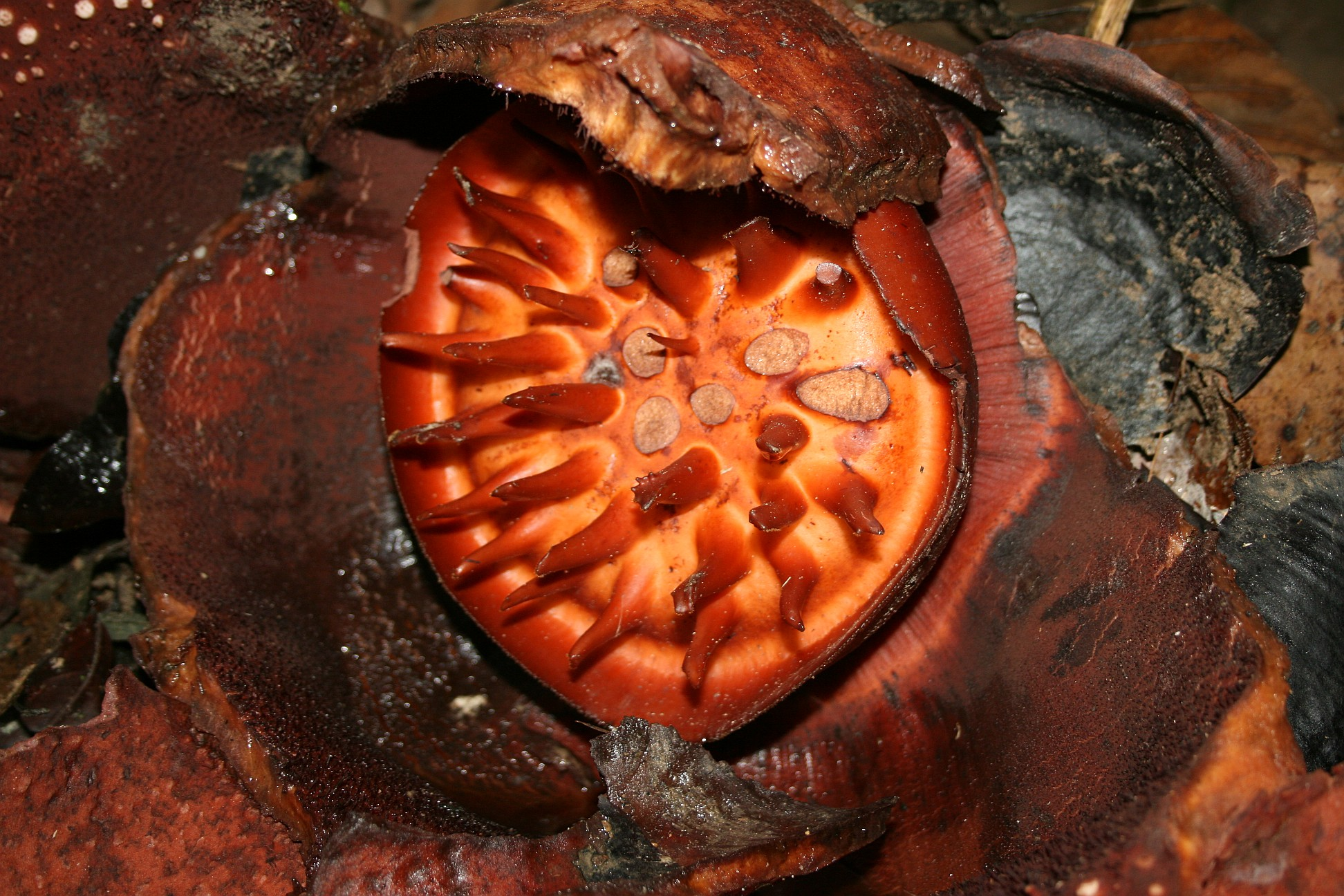
Квітка, що в'яне. Rafflesia kerrii, Південний Таїланд
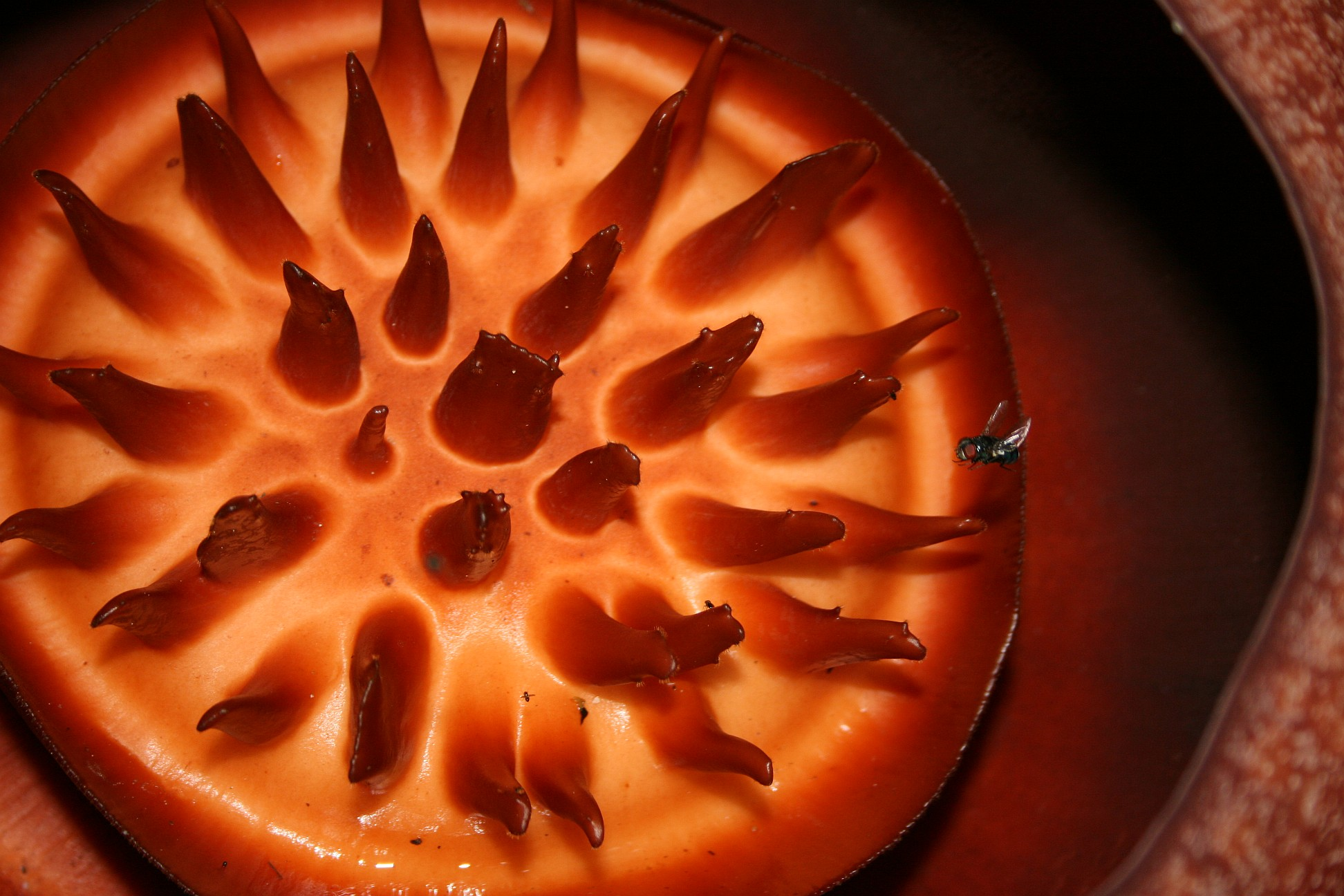
Нарости на диску. Rafflesia kerrii, Південний Таїланд
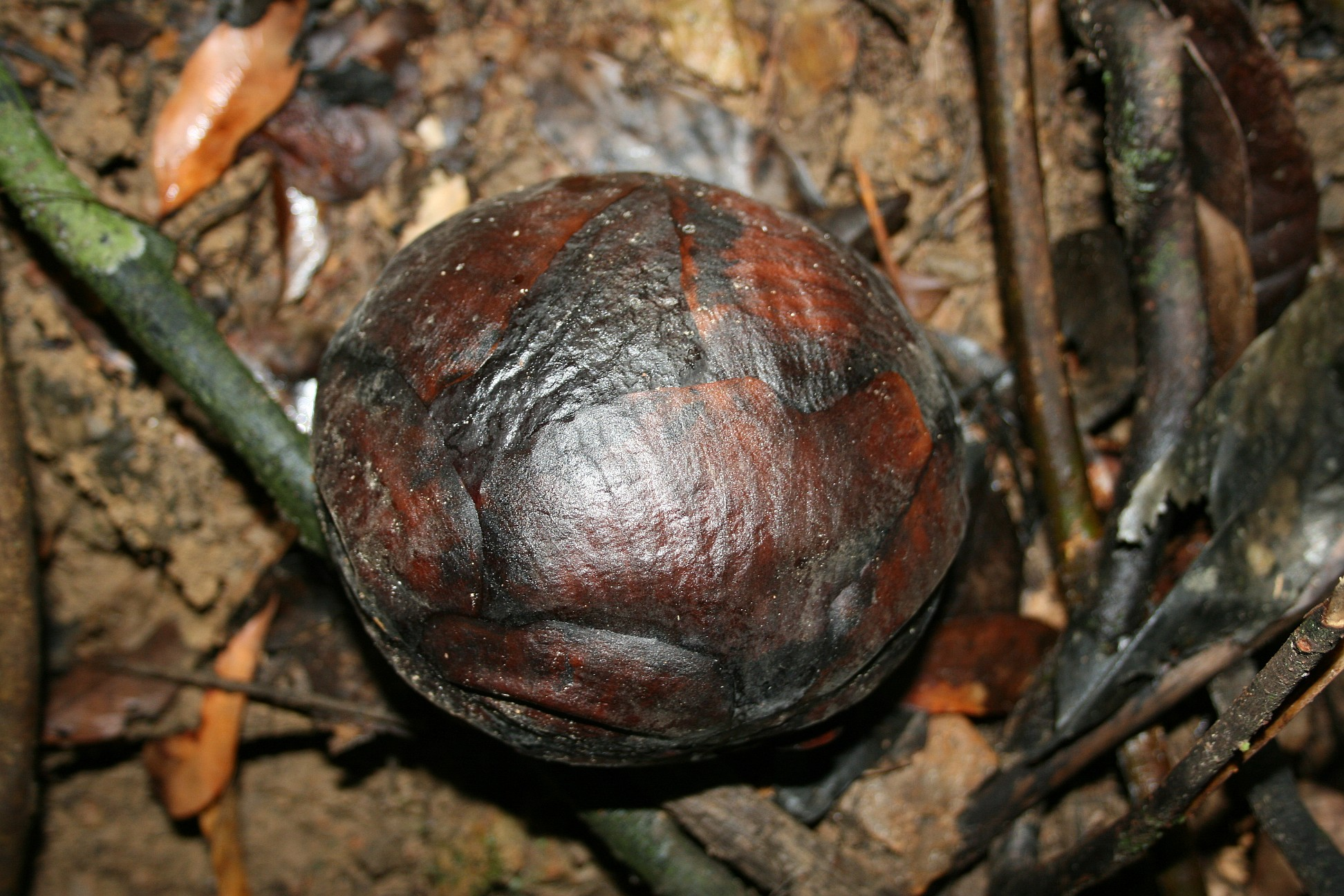
Бутон діаметром близько 20 см. Rafflesia kerrii, Південний Таїланд